# Méroplancton
 (octobre 2023).
Si vous disposez d'ouvrages ou d'articles de référence ou si vous connaissez des sites web de qualité traitant du thème abordé ici, merci de compléter l'article en donnant les références utiles à sa vérifiabilité et en les liant à la section « Notes et références ».
Le méroplancton représente une partie du zooplancton.
Il est constitué par des organismes d'espèces benthiques ou nectoniques qui ne passent qu'une partie de leur existence, habituellement le stade larvaire, dans le plancton, le stade adulte étant alors benthique ou nectonique. Il s'agit donc d'un zooplancton temporaire, contrairement à l'holoplancton qui lui restera à l'état de plancton tout au long de son cycle de vie.
Le méroplancton larvaire regroupe une diversité d'animaux provenant de divers horizons systématiques, mais qui convergent par leurs caractéristiques étho-écologiques, assurant ainsi une homogénéité significative au sein de ce groupe. Cet auteur indique qu' « Il y a beaucoup plus de différences entre la biologie du méroplancton et de I’holoplancton d’un même groupe systématique, qu’entre les représentants méroplanctoniques de deux catégories systématiques plus ou moins voisines. De même, les différences biologiques entre la phase larvaire et la phase benthique d’un même taxon apparaissent plus grandes qu’entre les phases larvaires de deux taxons différents. Ce caractère permet vraisemblablement d’expliquer le peu de différences observées dans l’emplacement de l’époque de reproduction des invertébrés benthiques à cycle de développement méroplanctonique. »
On retrouve dans les méroplanctons, entre autres :
- les éponges
- les cnidaires (anémone de mer, corail, méduse, etc.)
- les hydroïdes
- les annélides
- les mollusques (bigorneau, mollusques bivalves, etc.)
- les échinodermes (étoile de mer, oursin, holothurie, etc.)
- les larves de crustacés (crabe, crevette, homard, etc.)
- les larves de poissons (plie, hareng, morue, etc.)
- les larves de vers marins
- les urochordés
- etc.

Du fait qu'il absorbe les métaux et autres particules qui s'accumulent et se concentrent dans la chaîne alimentaire, le méroplancton est particulièrement sensible à la pollution, en particulier les DDT et les PCB.